# Нелидовка (Курская область)
Нелидовка — деревня в Большесолдатском районе Курской области. Входит в Волоконский сельсовет.

## География
Деревня находится в 54 километрах к юго-западу от Курска, в 13 километрах к северу от районного центра — села Большое Солдатское, в 11 км oт Волоконска (центр сельсовета).

## Население
| 2002 | 2010 |
| ---- | ---- |
| 86   | ↘57  |

## Транспорт
Нелидовка находится в 2 км oт автодороги регионального значения 38К-004 (Дьяконово — Суджа — граница с Украиной), на автодороге межмуниципального значения 38Н-080 (38К-004 — Борщень), в 20 км от ближайшего ж/д остановочного пункта Деревеньки.